# Pattonomys semivillosus
Echimys semivillosus
Espèce
Synonymes
- Echimys semivillosus (I. Geoffroy, 1838)
- Nelomys semivillosus I. Geoffroy, 1838

Statut de conservation UICN

 LC  : Préoccupation mineure
Pattonomys semivillosus est une espèce de rongeurs de la famille des Echimyidae. On rencontre ce rat épineux en Colombie, au Venezuela et en Bolivie. Il fréquente les forêts, non loin des cours d'eau. Probablement nocturne, il se nourrit de fruits et de graines et fait son nid dans les arbres.
Cette espèce a été décrite pour la première fois en 1838 par le zoologiste français Isidore Geoffroy Saint-Hilaire (1805-1861). 
Précédemment classée dans le genre Echimys, sous le synonyme Echimys semivillosus, l'espèce a été déplacée dans un nouveau genre à l'occasion d'une révision de la classification de la famille par Louise Emmons en 2005